# 邓维海
邓维海（1929年2月24日—2023年5月20日），河南项城人，中华民国空军将领。

## 生平
毕业于空军军官学校第三十三期，之后毕业于兵学研究所。历任空军分队长、大队作战官、联队督察室副主任、中队长，作战参谋次长室第五处副处长、副大队长。1982年，出任空军第三联队联队长。1985年，担任空军作战司令部少将副司令、国防部常务次长。1988年，任中华民国空军总司令部中将参谋长。1989年4月，任中华民国国防部空军中将常务次长。